# Silvio Santos
Pour les articles homonymes, voir Santos.
Senor Abravanel, né le 12 décembre 1930 à Rio de Janeiro (Brésil) et mort le 17 août 2024 à São Paulo (Brésil), mieux connu sous son nom de scène de Silvio Santos, est un présentateur de télévision et homme d'affaires brésilien, largement considéré comme le plus grand communicateur télévisuel du Brésil et de l'Amérique latine.
Actif à la télévision à partir de 1960, il développe son entreprise et bâtit un groupe d'affaires qui porte son nom, et également actif dans les domaines de la musique et de la politique.
Présentateur historique du petit écran, il anime à partir des années 1960 le Programa Silvio Santos (pt), émission du dimanche soir diffusée sur SBT. Il est le fondateur du groupe Silvio Santos (pt), qui possède entre autres le deuxième plus important réseau de télévision du Brésil, le réseau SBT, la société Liderança Capitalização ainsi que la marque de cosmétique brésilienne Jequiti.
Le total de ses actifs est estimé à 2,7 milliards de réals brésiliens en 2010.

## Biographie

### Jeunesse
Fils d'immigrants juifs, Senor Abravanel naît le 12 décembre 1930 dans le quartier (bairro) de Lapa, à Rio de Janeiro. Il est l’aîné d'une fratrie de six enfants ; son père, Alberto Abravanel, est d'ascendance grecque et sa mère, Rebeca Abravanel, est d'origine turque.

### Télévision
Silvio Santos commence sa carrière à la télévision en lançant l'émission Vamos Brincar de Forca (pt), dont il assure la présentation, diffusée à partir de 1961 sur la station de télévision de São Paulo, TV Paulista (pt), l'une des premières chaînes de télévision du Brésil.
Il est le créateur de nombreuses émissions pour la chaîne Sistema Brasileiro de Televisão, dont notamment son programme phare à partir des années 1980 Programa Silvio Santos, ou encore A Praça é Nossa et Sem Controle dans les années 2000.

### Plagiat
À la suite d'une accusation de plagiat, Rémi Gaillard sort une vidéo, le 11 décembre 2017, pour montrer qu'il est lui aussi, victime de plagiat. La personnalité brésilienne Silvio Santos aurait copié des sketchs de Rémi Gaillard, en les diffusants sur son émission Programa Silvio Santos, dans sa rubrique Câmeras Escondidas.

### Famille
Sílvio Santos est le père de six filles. Ses deux premières filles, Cíntia et Silvia Abravanel (pt), sont nées de son premier mariage avec Maria Aparecida Vieira Abravanel, morte en 1977.
Il se remarie avec la femme d'affaires Íris Passaro (pt) à la fin des années 1970. Naîtront de cette seconde union les filles Daniela (pt), Patrícia (pt), Rebeca et Renata.